# Waka Waka (This Time for Africa)
«Waka Waka (This Time for Africa)» (укр. «Вака Вака (Цього разу для Африки)») — сингл колумбійської співачки Шакіри, який вона виконала разом з південноафриканським дуетом Freshlyground. Це офіційна пісня Чемпіонату світу з футболу 2010. Іспаномовна версія має назву «Waka Waka (Esto es África)». Сингл випущено 7 травня 2010 року
11 травня 2010 року.

## Відеокліп
Кліп, випущений 6 червня 2010 року, доступний як у стандартній роздільній здатності, так і у форматі 3D. Відео розділено на дві сюжетні лінії. У першій співає та танцює Шакіра з Freshlyground та поперемінно з'являються такі футболісти: Жерард Піке, Дані Алвес, Карлос Камені, Рафаель Маркес і Ліонель Мессі. Друга лінія — це кадри з минулих Чемпіонатів світу: на початку відео Фабіо Гроссо забиває переможний гол у ворота Франції на попередньому чемпіонаті, гол Дієго Марадони у фіналі ЧС-1986, знаменитий промах з пенальті Роберто Баджо 1994 року, який приніс перемогу Бразилії.

## Список композицій і форматів
- Промо CD-сингл[7]

1. «Waka Waka (This Time for Africa)» — 3:22

- CD-сингл у Німеччині, Австралії та Італії[8][9]

1. Waka Waka (This Time for Africa) (англійська версія) — 3:23
2. Waka Waka (This Time for Africa) (клубний ремікс) також відомий як ремікс Freemasons — 3:12

- Waka Waka (This Time for Africa) (K-Mix) Сингл у Digital Download[10]

1. Waka Waka (This Time for Africa) (K-Mix) — 03:04

- Waka Waka (Esto es África) (K-Mix) Сингл у Digital Download[11]

1. Waka Waka (Esto es África) (K-Mix) — 03:04

## Чарти
| Чарт                                | Найвища позиція |
| ----------------------------------- | --------------- |
| Австралія (ARIA)                    | 32              |
| Австрія (Ö3 Austria Top 75)         | 1               |
| Бельгія (Ultratop 50 Flanders)      | 1               |
| Бельгія (Ultratop 40 Wallonia)      | 1               |
| Велика Британія (UK Singles Chart)  | 21              |
| Данія (Tracklisten)                 | 1               |
| European Hot 100 Singles            | 1               |
| Ірландія (IRMA)                     | 10              |
| Іспанія (PROMUSICAE)                | 1               |
| Італія (FIMI)                       | 1               |
| Канада (Canadian Hot 100)           | 11              |
| Нідерланди (Mega Single Top 100)    | 6               |
| Німеччина (Media Control Charts)    | 1               |
| США Billboard Hot 100               | 38              |
| США (Latin Songs)                   | 2               |
| Угорщина (Rádiós Top 40)            | 1               |
| Угорщина (Single Top 10)            | 2               |
| Фінляндія (Suomen virallinen lista) | 1               |
| Франція (SNEP)                      | 1               |
| Чехія (IFPI)                        | 1               |
| Швейцарія (Media Control Charts)    | 1               |
| Швеція (Sverigetopplistan)          | 1               |
| Японія (Japan Hot 100)              | 12              |

## Історія релізів
| Регіон          | Дата           | Формат                           | Лейбл                    |
| --------------- | -------------- | -------------------------------- | ------------------------ |
| Франція         | 7 травня 2010  | Digital download                 | Sony Music Entertainment |
| Австрія         | 11 травня 2010 | Digital download                 | Sony Music Entertainment |
| Бельгія         | 11 травня 2010 | Digital download                 | Sony Music Entertainment |
| Данія           | 11 травня 2010 | Digital download                 | Sony Music Entertainment |
| Фінляндія       | 11 травня 2010 | Digital download                 | Sony Music Entertainment |
| Італія          | 11 травня 2010 | Digital download                 | Sony Music Entertainment |
| Нідерланди      | 11 травня 2010 | Digital download                 | Sony Music Entertainment |
| Норвегія        | 11 травня 2010 | Digital download                 | Sony Music Entertainment |
| Португалія      | 11 травня 2010 | Digital download                 | Sony Music Entertainment |
| Іспанія         | 11 травня 2010 | Digital download                 | Sony Music Entertainment |
| Швеція          | 11 травня 2010 | Digital download                 | Sony Music Entertainment |
| Швейцарія       | 11 травня 2010 | Digital download                 | Sony Music Entertainment |
| США             | 11 травня 2010 | Digital download                 | Sony Music Entertainment |
| Велика Британія | 31 травня 2010 | Digital download                 | Sony Music Entertainment |
| Велика Британія | 17 червня 2010 | Airplay/ Radio (Pop Mix Version) | Sony Music Entertainment |
| Франція         | 19 липня 2010  | CD-сингл                         | Sony Music Entertainment |